# Tadeusz Skrzyński
Tadeusz Teodor Skrzyński herbu Zaremba (ur. 1800 w Łużnej, zm. 1857 w Karlowych Warach) – polski szlachcic, hrabia, pan na Łużnej, Szalowej, Woli Łużańskiej i Moszczenicy, zwolennik równouprawnienia i uwłaszczenia chłopów.
Urodził się jako jedyne dziecko Macieja Skrzyńskiego i jego żony Judyty z Wyszyńskich. W 1818 r. został wybrany na członka Stanów Galicyjskich. W tym samym roku ojciec przekazał mu władzę nad rodowymi włościami. Wypełniając jego wolę dbał o fundacje rodziny Skrzyńskich, których potwierdzenie otrzymał w 1826 r. od cesarza austriackiego Franciszka I. Dochody z nich przeznaczał na posag dla biednych szlachcianek z Łużnej i Szalowej, działalność kapeli dworskiej w Szalowej i zakładu ubogich kalek w Łużnej.
W latach 1834–1839 wzniesiono na jego polecenie neogotycki Pałac w Zagórzanach z licznymi wykuszami i wieżyczkami. Autorem projektu budowli był architekt Franciszek Maria Lanci. Wokół pałacu założył hrabia wielki park w stylu angielskim, w którym zlokalizowano oranżerię z rzadkimi południowymi gatunkami roślin. W późniejszych latach wzniesiono w parku także ptaszarnię i małpiarnię.
W 1839 r. ufundował dom w Gliniku Mariampolskim poecie i geografowi Wincentemu Polowi, który wykładał w prowadzonej przez hrabiego szkole dla szlachcianek. Hrabia Skrzyński związany był także z malarzem, Arturem Grottgerem, którego wielokrotnie gościł w Łużnej i Zagórzanach.
W lutym 1846 r., w czasie rzezi galicyjskiej przybyła do Zagórzan od strony Ciężkowic czerń. Chłopi zniszczyli zabudowania dworskie oraz rozkradli majątek hrabiowski w Łużnej i Woli Łużańskiej. W rabunku uczestniczyli też poddani i słudzy dworscy, który później na piśmie błagali hrabiego o wybaczenie. W odpowiedzi wybaczył im on wszystkie przewinienia. W kolejnych latach stan jego zdrowia znacznie się pogorszył. W 1857 r. wyjechał do sanatorium do Karlowych Warów, gdzie zmarł. Pochowany został w Mauzoleum Skrzyńskich na terenie ogrodu pałacowego w Zagórzanach. Majątek rodowy odziedziczył po nim upośledzony umysłowo syn Władysław.